# Шуба ибн аль-Хаджжадж
Абу Бустам Шу́‘ба ибн аль-Хаджжа́дж аль-‘Атаки (араб. شعبة بن الحجاج‎; ум. в 777 году) — табиин, хадисовед, мусульманский учёный из Басры.

## Биография
Его полное имя: Абу Бустам Шу‘ба ибн аль-Хаджжадж ибн аль-Варад аль-Азди аль-‘Атаки (араб. أبو بسطام شعبة بن الحجاج بن الورد الأزدي العتكي‎).
Шу’ба поселился в Басре в юном возрасте и жил в этом городе до самой смерти. Он передавал хадисы со слов Анаса ибн Сирина, Катады ибн Диамы, Яхьи ибн Абу Касира, Айюба ас-Сахтияни и множества других улемов. В количестве заученных хадисов Шу’ба не уступал таким хадисоведам, как Абдуррахман аль-Аузаи и Суфьян ас-Саури. От него передавали хадисы:
Айюб ас-Сахтияни, Ибн Исхак, Суфьян ас-Саури, Али аль-Кисаи, Абдуллах ибн аль-Мубарак, Суфьян ибн Уяйна, Абу Убайда, Ваки ибн аль-Джаррах, Харун ар-Рашид, Абу Юсуф, Абу Давуд ат-Таялиси, аль-Асмаи и др.
Шу’ба ибн аль-Хаджжадж был признанным авторитетом в хадисоведении и смежных дисциплинах, вёл аскетичный образ жизни. Множество его современников и поздних исследователей отмечали его вклад в сохранение хадисов пророка Мухаммеда.